# عسمط حريري الورق
عسمط حريري الورق (الاسم العلمي: Taverniera sericophylla)، نوع بقل من فصيلة البقولية. توجد فقط في اليمن، موائلها الطبيعية هي أراضي الأشجار القمئية الجافة شبه الاستوائية أو الاستوائية. وهو مهدد بفقدان الموائله.